# 吳昊 (香港)
吳昊（1948年6月25日—2013年12月16日），原名吳振邦，男，廣東東莞人，曾任香港浸會大學傳理學院電視電影系系主任、無綫電視編劇、監製，他亦是香港歷史風俗掌故專家、書本作家、專欄作家、電台節目主持、影評人及收藏家。

## 筆名起源
其筆名起自他覺得父母為他取的「振邦」名字普通（事實上名字由祖父所改）、老土，於是想改一個特別的名稱，結果選了近似簡體字和令人印象深刻的「昊」字。他大學畢業之後一直以此筆名來撰寫專欄、2份周報以及報紙影評。

## 生平
吳昊生於廣東省東莞縣，父親於上環城皇街經營「東盛金舖」。他在1950年與母親一同來到香港生活，父親病歿後與母親及其他兄弟姊妹移居士丹頓街華賢坊東舊樓。在學期間，吳昊就讀普慶坊嶺光中學（小學部）。1959年小六畢業時，由於英語程度差，所以未能考入兄長當時就讀的聖類斯中學，並報讀私立中學完成學業，1965年畢業於中環巴丙頓道允成書院，1966年修畢預科，直至1967年才入讀香港中文大學。
從中學時代起，吳昊採用筆名「吳昊﹞投稿進行創作，其踏上創作之路的契機源於8歲時到皇后大道中娛樂戲院觀看1955年由法國電影導演亨利·喬治·克魯佐（Henri-Georges Clouzot）執導的《浴室情殺案》。當時他受電影的情節及畫面啟發，便自小學時代開始構思故事，又為個人認為可愛的電影構思續集或外傳。後來於1971年，吳昊畢業於香港中文大學聯合書院社會系，畢業後曾任報館翻譯員，1973年獲當時的無綫電視節目部經理周梁淑怡邀請，加入無綫電視任編劇撰寫劇本，其後獲晉升為創作部主管。他曾為無綫編寫的劇集包括《家變》、《網中人》、《上海灘》、《千王之王》、《親情》等，更負責監製張國榮主演的首部無綫電視劇《儂本多情》。他亦曾為無綫舉辦的製作人培訓班培訓編劇。期間於1985年完成香港大學文學碩士學位。
1989年吳昊離開無綫，加入香港浸會學院（香港浸會大學之前身），擔任電影、電視系講師，其後成為系主任及副教授直至2009年9月方退休，至逝世前兩星期卻依然繼續出任客席講師。
此外，吳昊致力於收藏文化遺物及研究香港歷史典故，更因此有「老花鏡」之別稱，出版過《香港老花鏡》、《香港掌故》系列、《老香港》系列、《太平山下》、《歲月留情》等書籍。2012年10月11日，吳昊在社交網站Facebook開立「吳昊(老花鏡)」專頁，在互聯網上發佈香港的舊人、舊事與舊物，內容包括經典的廣告、書刊、古早產品等舊景物之照片，並加以描述。吳昊對香港影視亦有甚有研究，著有《香港電影民俗學》、《亂世電影研究》、《香港電視史話》、《孤城記──論香港電影及俗文學》、《香港電影類型論》（合著）及《邵氏光影系列》等書目、專欄。
吳昊於2003年證實患上食道癌。2013年10月，吳昊之癌病再度復發，隨即接受電療及化療，惟沒法令癌細胞減少擴散，病情無改善跡象。至2013年12月15日，吳昊突然發燒，肺部受到感染，意識亦開始模糊，至翌日凌晨零時許在威爾斯親王醫院病逝，享年66歲，隨之其Facebook專頁貼出了一張黑白照片，伴以文字：「風起了，我要隨風遠去，繼續我的獵奇尋寶之旅...」。

## 幕後作品
*以下列表記錄了大部分吳昊參與創作的影視作品，若有遺漏，請協助補充相關資料。

### 無綫電視
編劇
- 1973年《七十三》
- 1976年《近代豪俠傳》、《黃飛鴻》、《C.I.D》
- 1977年《家變》
- 1979年《天虹》、《四眼神探》、《龍潭群英》、《楚留香》、《網中人》、《名劍風流》
- 1980年《上海灘》、《親情》、《勢不兩立》
- 1982年《萬水千山總是情》
- 1984年《笑傲江湖》

編審
- 1976年《逼上梁山》
- 1977年《畫蛇添足》
- 1978年《人海奇談》（與羅卡合作）、《國際刑警》（與羅卡合作）、《一代橋王》、《的士司機》、《三及第》、《第一次》（與羅卡合作）
- 1979年《天虹》（與海滴合作）、《抉擇》
- 1980年《鹽梟》、《發達容易搵食難》、《親情》、《輪流傳》（與陳翹英合作）、《勢不兩立》
- 1981年《迷離世界》、《龍虎雙霸天》（與胡沙合作）、《情謎》（與鄧偉雄合作）、《佛山贊先生》、《老虎甩鬚》
- 1982年《香港八二》、《孤城客》、《假日風情》
- 1983年《北斗雙雄》
- 1986年《妙人妙事》

編劇/編審（崗位待考）
- 1975年《各位觀眾鳳凰女小姐》
- 1976年《逼上梁山》、《點只咁簡單》、《溫拿狂想曲II》、《1976年環球小姐競選》、《狂潮》、《相依為命》
- 1977年《Bang Bang咁嘅聲》
- 1978年《雲絲頓之妙想發財》、《東芝行運一條龍》、《陳美齡特輯》
- 1979年《女人三十》
- 1980年《發達容易搵食難》、《新C.I.D.》
- 1981年《星光熠熠勁爭輝》
- 1982年《妙想發財》、《錯結良緣》
- 1983年《1983年度香港小姐競選》、《銀色孖寶》、《阿茂揸槍》（新銳劇場）、《神探霹靂》
- 1985年《種計》

監製
- 1984年《扭計雙星》、《我要結婚》、《儂本多情》、《城市小品》（〈我對青春無悔〉、〈再見開麥拉〉、〈神探亞福〉、〈圍裙丈夫〉、〈少婦情懷總是痴〉）
- 1985年《午夜獵奇》
- 1988年《零時話風情》、《螢光幕後真英雄》

### 電影
編劇
- 1978年《白粉雙雄》

參與創作（崗位待考）
- 1974年《少林五祖》
- 1978年《蛇形刁手》
- 1979年《老鼠拉龜》、《家法》
- 1982年《衝激21》
- 1985年《老友鬼鬼》
- 2001年《少林足球》

## 演出作品
- 1994年《紅粉》

## 書籍作品
*以下列表記錄了大部分吳昊創作的書籍，若有遺漏，請協助補充相關資料。
個人創作
- 1977年至1991年　《香港掌故》系列，廣角鏡出版社出版
- 1986年　《香港老花鏡》、《老土先生》，博益出版
- 1987年　《打工仔求生術》、《吃的啟示錄》，博益出版
- 1988年　《打工大哥大》、《古今尋寶趣談》，博益出版
- 1988年　《亂世童真》、《懷舊香港地》，博益出版
- 1989年　《打工基本法》、《奇災異難》、《風月塘西》，博益出版
- 1990年　《辦公室忍者妖怪學》（香港周刊出版）、《老土先生與遲早殘》（博益出版）、《中國神怪錄》（創藝出版）、《香江風塵史》（博益出版）、《香港回望》（創藝出版）、《懷舊香港話》（創藝出版）、《辦公室間諜戰》（香港周刊出版）
- 1991年　《回到舊香港》（博益出版）、《香港怪談》（創藝出版）
- 1993年　《香港電影民俗學》，次文化堂出版
- 1994年　《俗文化語言（上冊）》、《俗文化語言（下冊）》，次文化堂出版
- 1999年　《亂世電影研究》，次文化堂出版
- 2000年　《香港萬花筒》，SCMP 出版
- 2001年　《香江風月史》（SCMP 出版）、《飲食香江》（SCMP 出版）、《老香港．歲月留情》（次文化堂出版）
- 2002年　《打拚歲月．走過六十年代香港》，SCMP 出版
- 2003年　《挑戰歲月．飛越七十年代香港》（SCMP 出版）、《老香港．爐峰述異》、《香港電視史話（I）》，次文化堂出版
- 2004年　《老香港．太平山下》，次文化堂出版
- 2005年　《老香港．太平山下》、《老香港．天堂春夢》，次文化堂出版
- 2006年　《港式廣府話研究（I）》（次文化堂出版）、《都會雲裳》（三聯出版）
- 2007年　《老香港．人海微瀾》，次文化堂出版
- 2008年　《孤城記．論香港電影及俗文學》，次文化堂出版
- 2009年　《香江騎呢錄》，次文化堂出版
- 2010年　《港式廣府話研究（II）》、《塘西風月史》（終極版），次文化堂出版
- 2011年　《港式廣府話研究（III）》，次文化堂出版
- 2012年　《老香港．鏡繪浮生》、《老香港．逝水無聲》、《老香港．我城碎影》，次文化堂出版
- 2014年　《香港淪陷前．危城十日》，次文化堂出版
- 2015年　《香港淪陷後．末日人間》，次文化堂出版
- 2021年　*《老香港．香島殘陽》、《老香港．日落香江》、《老香港．香城晚霞》、《老香港．再見香港》，次文化堂出版

編著/合著
- 1992年　《香港服裝史》，次文化堂出版，編著
- 1994年　《都會摩登：月份牌1910s-1930s》，三聯出版，與卓伯棠編著
- 1996年　《香港老花鏡之民情舊話》、《香港老花鏡之生活舊貌》，皇冠出版社，與張建浩編訂
- 1997年　《香港電影類型論》，牛津大學出版社出版，與羅卡、卓伯棠合著
- 2004年　《邵氏光影系列 百美千嬌》、《邵氏光影系列武俠．功夫片》、《邵氏光影系列古裝．俠義．黃梅調》，三聯出版，主編
- 2005年　《邵氏光影系列文藝．歌舞．輕喜劇》、《邵氏光影系列 男兒本色》、《邵氏光影系列 第三類電影》、《南國電影》《香港影畫》總目錄，三聯出版，主編
- 2011年　《編劇手冊》，天地出版，與陳家樂合著

## 資料來源
1. 1 2  盧子健、何安達. . 天地圖書. 1994: 94.
2. 1 2 3 4 5  吳振明. . 次文化堂. 2014: 47.
3. 1 2 3 4  吳振明. . 次文化堂. 2014: 221. 吳昊生於1948年6月25日於廣東省東莞縣，後於1950年移居於香港，在港接受小、中、大學教育。於1971年畢業於香港中文大學，‧‧‧‧‧‧ 他於1985年獲香港大學文學碩士‧‧‧‧‧‧
4. ↑  吳振明. . 次文化堂. 2014: 10.
5. ↑  吳振明. . 次文化堂. 2014: 13-14.
6. ↑  吳振明. . 次文化堂. 2014: 25.
7. 1 2 3 4  吳振明. . 次文化堂. 2014: 26-27.
8. ↑  . 華僑日報. 1965-08-04: 18  [2023-07-27].
9. 1 2 3 4  吳振明. . 次文化堂. 2014: 215.
10. ↑  . 《中大校友》. 1998年6月  [2010-09-21]. （原始内容存档于2013-12-17）.
11. ↑  . 《大學線》第40期. 2000年12月  [2010-09-21]. （原始内容存档于2008-05-24）.
12. 1 2  . 《壹週刊》第1012期. 2009年7月30日  [2013年12月16日]. （原始内容存档于2013年12月17日）.
13. ↑  . 《星島日報》. 2013-12-16  [2020-10-03]. （原始内容存档于2019-12-06）.
14. 1 2  . 香港電影評論學會. 2013-12-16  [2013-12-17]. （原始内容存档于2013-12-18）.
15. ↑  . 《明報》. 2013-12-17  [2013-12-17]. （原始内容存档于2013-12-17）.
16. ↑  . 《都市日報》. 2013-12-17  [2013-12-16]. （原始内容存档于2013-12-17）.
17. ↑  . 《蘋果日報》. 2013-12-16  [2013-12-16]. （原始内容存档于2013-12-17）.
18. ↑  . 《蘋果日報》. 2013-12-17  [2013-12-17]. （原始内容存档于2013-12-17）.
19. ↑  吳振明. . 次文化堂. 2014: 225-227.
20. ↑  吳振明. . 次文化堂. 2014: 228-230.

## 外部連結
- 洛楓. . 主場新聞. 2013-12-17  [2017-12-05]. （原始内容存档于2014-06-05）.
- 吳昊(老花鏡)的Facebook專頁
- 吳昊在互联网电影资料库（IMDb）上的資料（英文）（英文）
- 吳昊在香港影庫上的簡介
- 吳昊【老香港．天堂春夢】（全文閱讀）
- 吳昊【老香港．歲月留情】（全文閱讀）
- 吳昊【懷舊香港地】（全文閱讀）